# Jacques Vergès
Jacques Vergès (5 tháng 3 năm 1925 – 15 tháng 8 năm 2013) là một luật sư người Pháp nổi tiếng liên tục từ thập niên 1950, ban đầu như là người chống chủ nghĩa thực dân, người cộng sản (1945-1957), sau đó là luật sư bảo vệ cho một loạt thân chủ nổi tiếng, như nhà đấu tranh người Algérie chống chủ nghĩa thực dân Djamila Bouhired (sau này trở thành vợ ông) trong thời gian 1957 – 1962 rồi nhà lãnh đạo Khmer Đỏ, chủ tịch Khieu Samphan trong năm 2008.
Các thân chủ của ông gồm những tên khủng bố thuộc cánh tả và cả cánh hữu, những người phạm tội ác chiến tranh và những người nổi dậy, trong đó có người chối bỏ Holocaust Roger Garaudy, người Đức Quốc xã phạm tội ác chiến tranh Klaus Barbie (1987), và tên khủng bố quốc tế Ilich Ramírez Sánchez còn có biệt danh là Carlos Chó rừng (1994).
Năm 2002, Vergès tình nguyện làm luật sư bảo vệ cho cựu chủ tịch Serbia Slobodan Milošević, mặc dù Milošević khước từ mọi cố vấn luật pháp từ mọi phía. Các phương tiện truyền thông đã thông tin giật gân về các hoạt động của Vergès bằng tên giễu "luật sư của quỷ sứ", và chính bản thân ông cũng góp phần vào việc làm cho mình trở thành người của công chúng có tiếng tăm xấu bằng cách đặt tên cho quyển tự truyện của mình là The Brilliant Bastard (tạm dịch: đứa con hoang xuất chúng) cùng đưa ra những câu trả lời khiêu khích trong các cuộc phỏng vấn. Ông nói rằng khi người ta hỏi (nếu được đề nghị) liệu ông có nhận bào chữa cho Hitler không, ông đã trả lời: "Tôi thậm chí còn muốn bảo vệ Bush! Nhưng chỉ khi ông ta đồng ý nhận là mình có tội".

## Tiểu sử
Vergès sinh tại Ubon Ratchathani, Xiêm, và lớn lên ở đảo Réunion, là con của Raymond Vergès, một nhà ngoại giao người Pháp, còn mẹ là một nữ giáo viên người Việt Nam. Năm 1942, với sự khuyến khích của người cha, ông đã đi tàu thủy tới Liverpool (Anh) để gia nhập Lực lượng Pháp tự do dưới sự lãnh đạo của Charles de Gaulle, chống lại Đức Quốc xã. Năm 1945 ông gia nhập đảng Cộng sản Pháp. Sau Chiến tranh thế giới thứ hai, ông vào học luật học ở Đại học Paris (trong khi người anh em sinh đôi Paul Vergès trở thành nhà lãnh đạo đảng Cộng sản đảo Réunion và là nghị viên của Nghị viện châu Âu).
Năm 1949 Jacques làm chủ tịch Hiệp hội sinh viên thuộc địa (Association for Colonial Students), tại đây ông gặp và trở thành bạn của Pol Pot.
Năm 1950, theo yêu cầu của các quân sư đảng viên đảng Cộng sản, ông sang Praha để lãnh đạo một tổ chức thanh niên trong 4 năm.

### Phong trào đòi độc lập Algérie
Sau khi trở về Pháp, Vergès trở thành luật sư và mau nổi tiếng vì sẵn lòng nhận bào chữa cho những vụ kiện gây tranh cãi. Khi ở Algiers ông đã bào chữa cho nhiều người bị chính phủ Pháp cáo buộc tội khủng bố. Ông là người ủng hộ cuộc đấu tranh võ trang của Algérie chống lại Pháp, so sánh cuộc đấu tranh này giống như cuộc kháng chiến của Pháp chống lại sự chiếm đóng của Đức Quốc xã trong thập niên 1940.
Vergès trở thành nhân vật nổi tiếng khắp nước sau khi bảo vệ cho người du kích Algérie chống Pháp Djamila Bouhired, thân chủ nữ đầu tiên của ông, về tội khủng bố: bà ta bị cáo buộc là đã đặt bom ở một tiệm cà phê, giết chết 11 người trong tiệm. Trong phiên tòa này, ông đã sử dụng rupture strategy (chiến thuật bẻ gãy), trong đó ông cáo buộc bên công tố đã phạm cùng một tội như bị cáo. Bouhired bị xử tử hình, nhưng được ân xá và trả tự do sau áp lực của quần chúng do những nỗ lực huy động của Vergès. Ít năm sau ông kết hôn với Djamila Bouhired.
Trong một nỗ lực nhằm hạn chế sự thành công của Vergès trong việc bảo vệ các thân chủ người Algérie, ông bị kết án tù 2 tháng trong năm 1960 và bị tạm tịch thu giấy phép hành nghề luật sư về tội có những hoạt động phản quốc. Sau khi Algérie giành được độc lập năm 1962, Vergès xin nhập quốc tịch Algérie dưới tên Mansour.

### Những năm biệt tích
Từ năm 1970 tới 1978, Vergès không xuất hiện trước công chúng mà không có lời giải thích. Ông đã từ chối bình luận về những năm đó, và nhận xét trong một cuộc phỏng vấn với báo Der Spiegel của Đức là "Rất thú vị là không một ai, trong nhà nước cảnh sát hiện đại của chúng tôi, có thể tìm ra nơi tôi ở đã gần mười năm". Người ta nhìn thấy ông lần cuối vào ngày 24 tháng 2 năm 1970. Ông xa vợ, Djamila, và cắt đứt mọi quan hệ với bạn bè và gia đình khiến họ lấy làm lạ là có lẽ ông đã bị giết. Nơi ông ta ở trong những năm này vẫn còn là một điều bí ẩn. Nhiều cộng sự viên thân cận của ông trong thời gian này cho rằng ông ở Campuchia với Khmer Đỏ, nhưng cả Pol Pot lẫn Ieng Sary đều bác bỏ. Cũng có tin đồn rằng người ta đã phát hiện Vergès ở Paris cũng như ở các nước Ả Rập cùng với các nhóm chiến binh Palestine.

### Các vụ biện hộ sau thời biệt tích
Sau khi trở về cuộc sống bình thường, Vergès lại tiếp tục hành nghề luật sư, bào chữa cho Georges Ibrahim Abdallah, phạm tội khủng bố, và Klaus Barbie, người phạm tội chiến tranh của Đức Quốc xã.
Năm 1999 Vergès đã kiện tổ chức Ân xá Quốc tế nhân danh chính phủ Togo. Năm 2001, Vergès đã thay mặt Idriss Déby, tổng thống Chad, Omar Bongo, tổng thống Gabon, và Denis Sassou-Nguesso, tổng thống Cộng hòa Congo, kiện François-Xavier Verschave tác giả quyển sách Noir silence trong đó ông này tố cáo tội ác của Françafrique về tội "xúc phạm nguyên thủ quốc gia ngoại quốc". Viên chưởng lý nhận xét rằng tội này khiến ta nhớ lại tội khi quân thời quân chủ; tòa án cho rằng điều này trái với Công ước châu Âu về Nhân quyền, do đó đã tha bổng Verschave.
Sau khi lực lượng liên minh do Hoa Kỳ lãnh đạo xâm chiếm Iraq trong tháng 3 năm 2003 và truất phế Saddam Hussein, nhiều nhà lãnh đạo cũ của chế độ Saddam đã bị bắt. Tháng 5 năm 2008, Tariq Aziz – cựu thủ tướng Iraq dưới thời Saddam Hussein đã tập hợp một toán luật sư gồm Vergès cùng một luật sư người Pháp gốc Liban và 4 luật sư người Ý để bảo vệ mình trước "Tòa án hình sự tối cao Iraq". Cuối năm 2003, Vergès cũng đã tình nguyện bào chữa cho Saddam Hussein nếu ông này yêu cầu. Tuy nhiên, gia đình Saddam đã không nhờ Vergès.

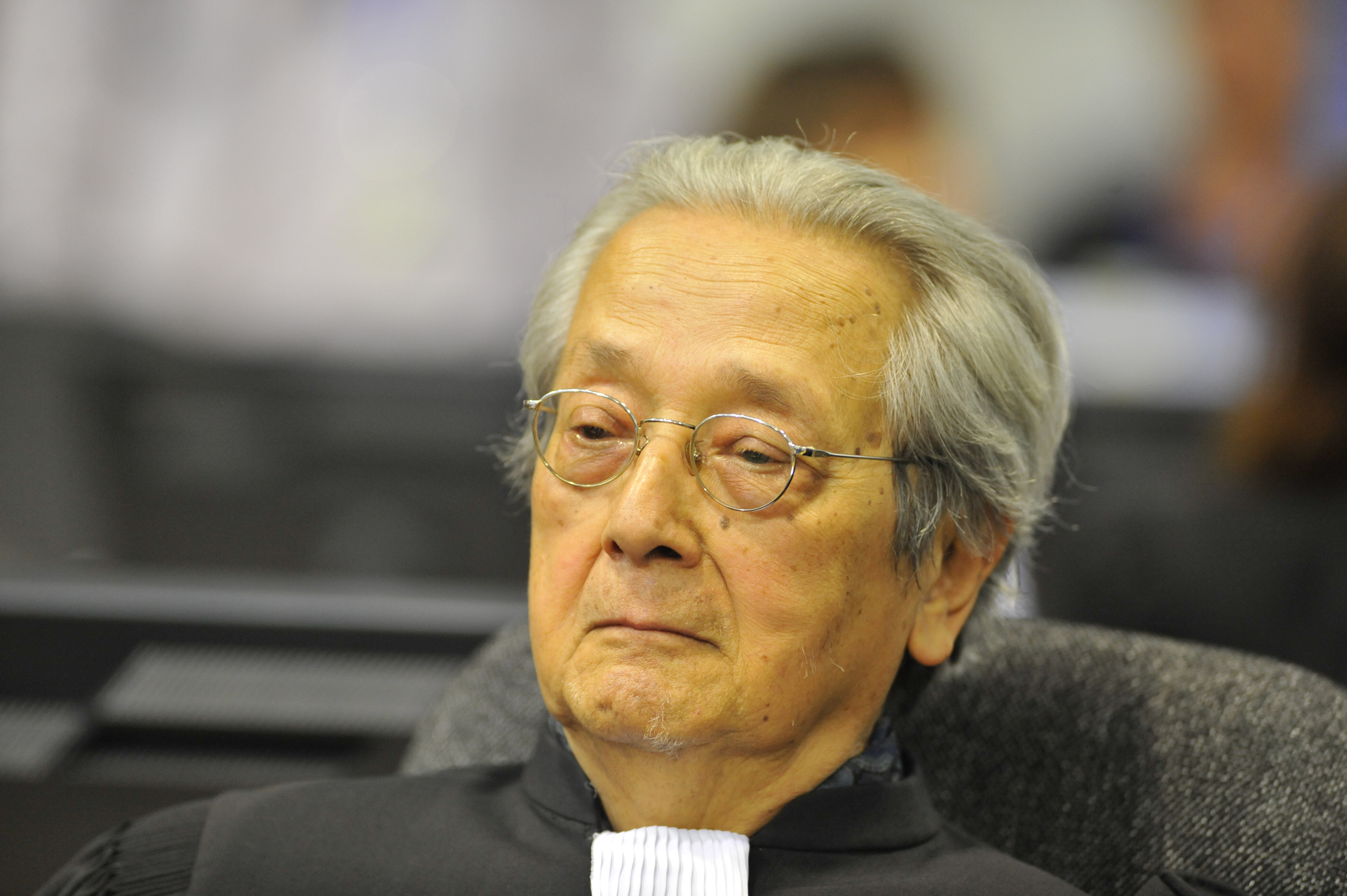
Jaques Vergès, luật sư bảo vệ cho Khieu Samphan trước tòa án quốc tế (2011)

Tháng 4 năm 2008, cựu chủ tịch Khieu Samphan của Khmer Đỏ đã bị truy tố về tội diệt chủng, Vergès đã đại diện cho ông ta đã bào chữa rằng: Khieu Samphan không hề chối là nhiều người dân Campuchia đã bị giết, nhưng là nguyên thủ quốc gia ông ta không hề có trách nhiệm trực tiếp.

## Đời tư
Jacques Vergès kết hôn với Djamila Bouhired và cải sang theo Hồi giáo. Họ có ba người con: Jacquou Vergès, Meriem Vergès và Liess Vergès, sau đó có thêm một cháu gái, Fatima Nur Vergès-Habboub, con gái của Meriem và người chồng Fouad.

## Từ trần
Ngày 15 tháng 8 năm 2013, Jacques Vergès đã từ trần vì bị nhồi máu cơ tim, trong cùng căn phòng mà Voltaire đã từ trần.
Tang lễ của ông được cử hành ngày 20.8.2013 tại "Nhà thờ thánh Thomas Aquino" (Paris) do linh mục Alain de la Morandais, một trong số bạn thân cận của ông chủ trì. Jacques Vergès được an tang ở nghĩa trang Montparnasse, bên cạnh ngôi mộ giả của Charles Baudelaire.

## Tác phẩm xuất bản
- Pour Djamila Bouhired, chung với Georges Arnaud, Éditions de Minuit, 1957.
- De la stratégie judiciaire, Éditions de Minuit, Paris, 1968.
- Pour les fidayine. La résistance palestinienne, Éditions de Minuit, Paris, 1969.
- Pour en finir avec Ponce Pilate, Le Pré aux clercs, 1983
- Beauté du crime, Plon, Paris 1988
- Je défends Barbie (bài tựa của Jean-Edern Hallier), Jean Picollec, Paris 1988
- La Justice est un jeu, Éditions Albin Michel, (27.2.1992)
- Lettre ouverte à des amis algériens devenus tortionnaires, Éditions Albin Michel, (28.10.1993)
- Mon Dieu pardonnez-leur, Michel Lafon, 1995
- Intelligence avec l'ennemi, Michel Lafon, 1996
- Le Salaud lumineux, Michel Lafon, 1996
- J'ai plus de souvenirs que si j'avais mille ans, Éditions 84, (6.5.1999)
- Nocturne. Poésie, Éditions Olbia, (16.3.2000), 108 trang. ISBN 978-2719105368
- Un procès de la barbarie à Brazzaville (viết chung với Dior Diagne), Jean Picollec, (15.9.2000)
- Les Sanguinaires: sept affaires célèbres, J'ai lu, (26.2.2001)
- Omar m'a tuer - histoire d'un crime, J'ai Lu, (21.3.2001)
- L'Apartheid judiciaire, viết chung với Pierre Marie Gallois, L'Âge d'homme, Lausanne 2002
- Le Suicide de la France, Olbia, (16.3.2002)
- Dictionnaire amoureux de la justice, Plon, coll. « Dictionnaire amoureux », (24.10.2002)
- Les Erreurs judiciaires, Presses universitaires de France - PUF, (15.11.2002)
- Justice pour le peuple serbe, L'Âge d'Homme, (1.3.2003)
- La Démocratie à visage obscène, La Table ronde, (7.10.2004)
- Les Crimes d'État, Plon, (25.3.2004)
- Passent les jours et passent les semaines: Journal de l'année 2003-2004, Plon, (10.2.2005)
- Jacques Vergès, l'anticolonialiste (entretiens de Jacques Vergès avec Philippe Karim Felissi). – Paris: le Félin, coll. « Histoire et sociétés », 2005. – 116 trang – ISBN 2-86645-584-3
- Crimes contre l'humanité massacres en Côte d’Ivoire, Pharos, 276 trang 2006
- Que mes guerres étaient belles !, Éditions du Rocher, (5.4.2007), ISBN 978-2268060989
- Journal: La passion de défendre, Éditions du Rocher, (17.4.2008), ISBN 978-2268065069
- Justice et littérature, Presses Universitaires de France, (9.3.2011), ISBN 978-2130575382
- « Crimes et fraudes » en Côte d'Ivoire, Édite, 2011, (ISBN 978-2-84608-306-5)
- Sarkozy sous BHL, Éditions Pierre-Guillaume de Roux, 2011, 128 trang, (chung với Roland Dumas).
- De mon propre aveu, Éditions Pierre-Guillaume de Roux, 2013 (ISBN 978-2-36371-053-6)

## Sách viết về Jacques Vergès
- Robert Chaudenson: "Vergès père, frères & fils, une saga réunionnaise", Nhà xuất bản. L'Harmattan, 2007, 291 trang Bản mẫu:ISBN= 978-2-296-03690-1
- Philippe-Karim Felissi: "Jacques Vergès l'anticolonialiste", Nhà xuất bản. Félin, collection Histoire et societies, năm 2005, 116 trang Bản mẫu:ISBN=2-86645-584-3
- Thierry Jean-Pierre, Jacques et Paul Vergès: Vergès et Vergès, de l'autre côté du miroir, Nhà xuất bản. Jean-Claude Lattès, 2000, 286 trang + 8 trang hình Bản mẫu:ISBN= 2-7096-2101-0
- Bernard Violet và Robert Jégaden: Vergès, le maître de l'ombre, Nhà xuất bản. Seuil, coll. L'épreuve des faits, 7.1.2000, 285 trang, isbn 2-02-031440-1. Ngày 26.4.2000, Tòa thượng thẩm Paris đã bác đơn của Jacques Vergès kiện Bernard Violet về quyển tiểu sử này.
- Yves Courrière: "La Guerre d'Algérie T1 - (1954-1957)" (tái bản 2 tập), Nhà xuất bản.Fayard 2005, 947 trang Bản mẫu:ISBN=978-2-213-61118-1

## Phim tài liệu
- 2007: L'Avocat de la terreur, phim tài liệu của Barbet Schroeder, trình chiếu ở Pháp ngày 6.6.2007[30].
- 2008: Jacques Vergès, moi, moi, moi, dài 52 phút, do Simon Thisse đạo diễn, do France 5 và Société européenne de production sản xuất.

## Trong văn hóa bình dân
- Năm 1987 Vergès xuất hiện trong một tập gây ấn tượng của loạt phim truyền hình After Dark cùng với Eli Rosenbaum, Neal Ascherson, Philippe Daudy và Paul Oestreicher.
- Trong phim Carlos (2010) của Olivier Assayas, nhân vật Jacques Vergès do Nicolas Briançon đóng.
- Trong phim Omar m'a tuer (2011) của Roschdy Zem, nhân vật Jacques Vergès do Maurice Bénichou đóng.